# Municipio de Oskarshamn
El municipio de Oskarshamn (en sueco: Oskarshamns kommun) es un municipio en la provincia de Kalmar, al sur de Suecia. Su sede se encuentra en la ciudad de Oskarshamn. El municipio actual se formó en 1971, cuando la ciudad de mercado (köping) de Oskarshamn (fusionada en 1967 con tres municipios rurales) se transformó en un municipio de tipo unitario.

## Localidades
Hay 9 áreas urbanas (tätort) en el municipio:
| # | Tätort      | Población |
| - | ----------- | --------- |
| 1 | Oskarshamn  | 17,143    |
| 2 | Påskallavik | 1,077     |
| 3 | Kristdala   | 994       |
| 4 | Figeholm    | 802       |
| 5 | Fårbo       | 520       |
| 6 | Mysingsö    | 398       |
| 7 | Emsfors     | 353       |
| 8 | Bockara     | 351       |
| 9 | Saltvik     | 285       |